# Московский пограничный институт ФСБ России

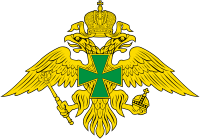
Эмблема Пограничной службы ФСБ России

Московский пограничный институт Федеральной службы безопасности Российской Федерации — федеральное государственное казенное образовательное учреждение высшего профессионального образования, одно из старейших военно-учебных заведений Погранслужбы России. В соответствии с действующей лицензией Федеральной службы по надзору в сфере образования и науки в институте реализуются образовательные программы послевузовского, высшего, среднего и дополнительного профессионального образования. Институт осуществляет подготовку офицеров и прапорщиков Пограничной службы Федеральной службы безопасности Российской Федерации.

## История

### Довоенное время
В связи с острой необходимостью, для подготовки и переподготовки командно-технических кадров пограничной охраны и войск ОГПУ, 4 февраля 1932 года, в Москве, по решению Совета Труда и Обороны сформирована Третья школа пограничной охраны и войск ОГПУ, первым начальником которой стал Бушман Я.Я.
16 апреля 1933 года школе было вручено Боевое Красное Знамя
17 августа 1934 года присвоено имя второго после Ф. Э. Дзержинского главы ОГПУ — Вячеслава Рудольфовича Менжинского. 
Полевой учебный лагерь был развернут в районе Реутова, управление школы разместили в Москве — в здании курсов усовершенствования командного состава на Самокатной улице. 
Осенью 1932 года школу разместили в только что построенном здании на Ленинградском шоссе, 3/5. Учебное заведение состояло из семи дивизионов курсантов (1200 человек переменного состава), обучающихся по трем направлениям: командном, политическом и связи.
В 1935 году школу передислоцируют на место Московской железнодорожной школы РККА в поселок Лосиноостровский с одновременным сужением специализации и присвоением нового наименования: 3-я пограничная школа связи НКВД им. В. Р. Менжинского. Первоначально её переменный состав включал 250 курсантов и 120 слушателей курсов усовершенствования.
В 1937 году в связи с реформой военного образования срок обучения курсантов увеличивается с двух лет до трех, 20 апреля школу переименовывают в Московское военное училище связи пограничной и внутренней охраны НКВД им. Менжинского.
26 марта 1939 года профиль деятельности училища снова был расширен — личный состав дополнили курсантами расформированного Московского военно-хозяйственного училища в результате чего оно стало готовить не только связистов и оружейных техников но и офицеров административно-хозяйственной службы, одновременно получив новое наименование: Московское военно-техническое училище НКВД им. Менжинского. В соответствии с новыми условиями создаются два отделения: связи (три роты курсантов) и оружейно-техническое (две роты курсантов), а также полугодичные курсы офицеров связи и начальников боепитания. Помимо оперативных командировок в 1939—1940 г.г личный состав училища (начсостава — 25, слушателей — 96, курсантов — 150, всего 271 человек) принял участие в Советско-финской войне. За героизм и мужество, проявленные в боях , Указом Президиума Верховного Совета СССР от 26 апреля 1940 года награждены 42 представителя училища.

### Великая Отечественная война
С июля 1941 года учебный план училища был пересмотрен в сторону сокращения. Сроки обучения курсантов отделений связи и административно-хозяйственной службы уменьшены с 3 лет до 6 месяцев, а оружейно-технического — до 9 месяцев. Срок обучения слушателей курсов связи и административно-хозяйственной службы сократился до 2, оружейно-технической службы — до 4 месяцев. В первые дни войны училище досрочно выпустило 837 курсантов и слушателей.
16 октября 1941 года вошло в состав 2-й мотострелковой дивизии НКВД. Боевую задачу по обороне Москвы училище выполняло до 20 октября 1941 года, после чего его вывели из боевого расчета и передислоцировали в Новосибирск. 
В 1941 году училище выпустило 1816 человек — 1486 курсантов и 330 слушателей. 
В 1942 году было произведено три выпуска курсантов и слушателей и несколько выпусков курсов командного состава. 
В 1942 году на средства личного состава училища были построены три истребителя. 
В мае 1944 года училище было возвращено из Новосибирска в Бабушкин (до 1939 года — Лосиноостровск). 
В феврале 1945 года курсанты училища приняли участие в обеспечении безопасности Ялтинской конференции. 

За годы Великой Отечественной войны за доблесть и мужество в боях более тысячи курсантов награждены орденами и медалями, а генерал-майор Михайлов Н. М., офицеры Рыжиков А. В., Гоманков И. П., Сабельников Ф. С., Брайко П. Е., Беляков Н. А., Шигаев А. В., Титов Н. П., Подорожный Н. А. удостоены высокого звания Героя Советского Союза. 
24 июня 1945 года личный состав училища принял участие Параде Победы, который состоялся в Москве на Красной площади.

### Послевоенное время

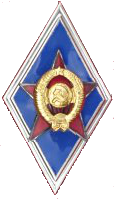
Нагрудный знак,
ВС СССР,
за окончание военно-учебного заведения — высших военных училищ и военных институтов.

Летом 1945 года училище перешло на программу полного среднего военного образования и в очередной раз было переформировывано — интендантское и оружейно-техническое отделения убыли в Харьковское военное училище войск НКВД. Структура училища претерпело следующие изменения: в его составе теперь стало три отделения — пехотное, связи и радиоспецсвязи, четырёхмесячные курсы усовершенствования офицерского состава спецслужбы войск НКВД, шестимесячные курсы младших лейтенантов. Дополнительно были созданы циклы, объединявшие родственные дисциплины. Учебному заведению присвоено новое наименование:
Московское военное училище войск НКВД. В 1946 году личный состав и техника отделения радиоспецсвязи были переданы Саратовскому военному училищу войск НКВД.
В 1950 году училище было передано в непосредственное ведение Главного управления пограничных войск МГБ СССР и в ноябре переименовано в Московское пограничное военное училище МГБ СССР. Учебное заведение продолжало готовить офицеров-связистов. Дополнительно были созданы спецгруппа курсантов с трёхгодичным сроком обучения по подготовке офицеров для Главного управления специальной службы при ЦК ВКП(б), группа по переподготовке офицеров командно-штабного профиля, открыто отделение по подготовке специалистов по физической культуре и спорту, которое просуществовало до 1953 года.
В 1953 году, в связи с изменениями в структуре политической власти страны произошли изменения, и учебное заведение получило новое наименование — Московское пограничное военное училище МВД СССР. Теперь обновлённый штат училища состоял из трёх курсантских дивизионов связи, одного дивизиона слушателей курсов усовершенствования офицерского состава связи, двух дивизионов слушателей курсов усовершенствования командно-оперативного состава. Немного позже в училище были открыты ещё два новых профиля обучения: оперативный и контрольно-пропускных пунктов с трёхгодичным сроком обучения, а также оперативного состава, строевой, службы КПП и военно-политический для слушателей курсов усовершенствования офицерского состава. В 1955 году МВД СССР поручило учебному заведению подготовку командиров сапёрных взводов для войск и охраны МВД. Для этого создали инженерно-сапёрный профиль, с трёхгодичным сроком обучения. В сентябре 1957 года сапёрно-инженерный профиль передали в Калининградское пограничное военное училище.
С 3 апреля 1957 года именовалось Московским пограничным военным училищем КГБ при СМ СССР. 
16 апреля 1966 года было преобразовано в Московское высшее пограничное командное училище КГБ при Совете Министров СССР со сроком обучения курсантов 4 года. Вместо существовавших до этого предметных циклов были созданы кафедры: службы и тактики пограничных войск, общевойсковых дисциплин, огневой подготовки, физической подготовки, иностранного языка, марксизма-ленинизма, математики и теоретической механики, физики, химии. 
В 1966 году переменный состав был укомплектован за счёт курсантов Алма-Атинского высшего пограничного командного училища и абитуриентов, сдавших вступительные экзамены и зачисленных на первый курс командного и политического профилей. В состав училища были переведены высшие пограничные курсы из подлежащего расформированию Военного института МВД. Началась переподготовка офицеров отрядного и окружного звена, а также офицеров-пограничников социалистических стран. В училище был открыт экстернат за среднее военное училище, сборы для подготовки офицеров к поступлению в военные академии Советской Армии, двухгодичный университет повышения педагогического мастерства офицерско-преподавательского состава, курсы подготовки военнослужащих погранвойск по специальной программе, а также спецкурс (с 1975 г. — спецдивизион).

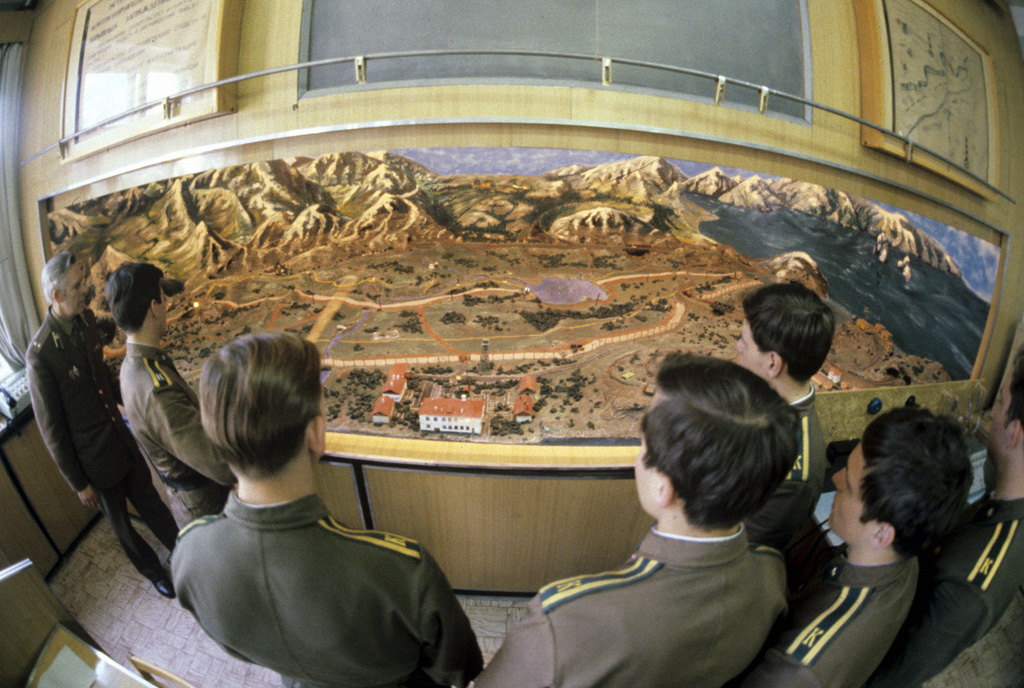
Курсанты у макета района расположения заставы в классе технической подготовки. 1982 год

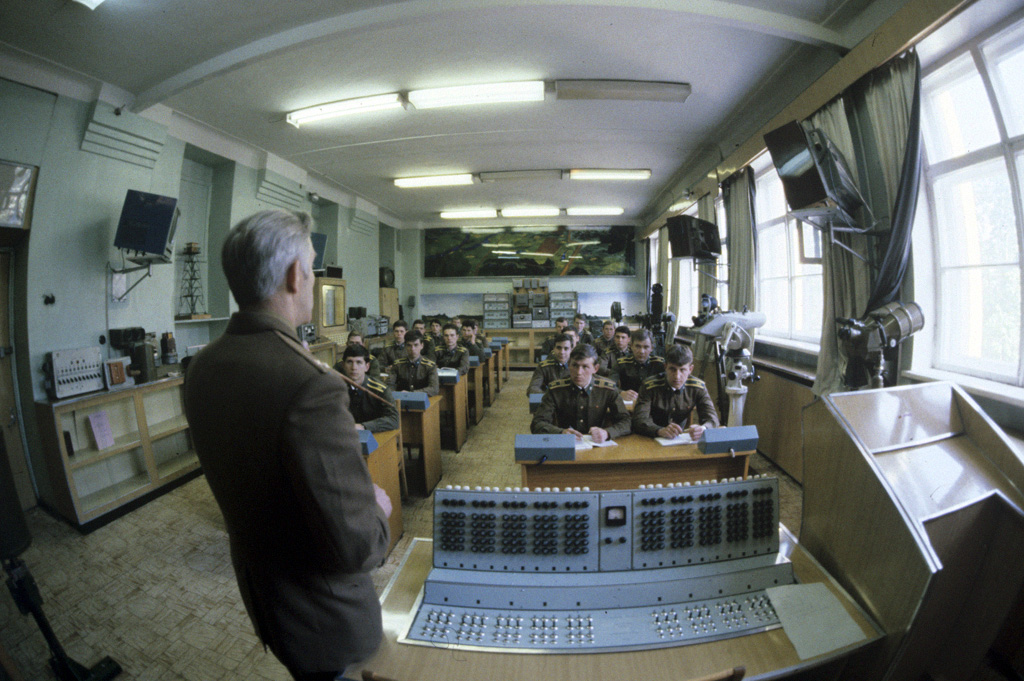
Занятие в классе технической подготовки ведёт подполковник Алексей Дубовицкий. 1982 год

За заслуги в деле подготовки кадров для органов и войск КГБ Указом Президиума Верховного Совета СССР от 19 декабря 1967 года училище было награждено орденом Красного Знамени. 7 июля 1977 года за большие заслуги в подготовке офицеров для пограничных войск и активную военно-шефскую работу с населением столицы училищу было присвоено почётное имя Моссовета. В очередной раз название учебного заведения претерпело изменения — Московское высшее пограничное командное Краснознамённое училище КГБ СССР им. Моссовета. В 1979 году в училище открылась адъюнктура по подготовке научно-педагогических кадров для пограничных войск. В мае 1978 года в соответствии с Указом Президиума Великого Народного Хурала Монгольской Народной Республики за заслуги командиров, политработников и преподавателей в деле подготовки высококвалифицированных кадров для МНР училище было награждено орденом «Боевые заслуги» МНР. За заслуги в подготовке высококвалифицированных кадров и в честь 50-летия с дня образования Указом Президиума Верховного Совета СССР от 11 февраля 1982 года учебное заведение было награждено орденом Октябрьской Революции, в связи с чем было переименовано в Московское высшее пограничное командное ордена Октябрьской Революции Краснознамённое училище КГБ СССР им. Моссовета.
С 1979 г. по 1989 г. выпускники училища приняли участие в боевых действиях в Афганистане. Среди 576 погибших и умерших от ран воинов-пограничников шестеро воспитанников института: Герой Советского Союза майор Богданов Александр Петрович — выпускник 1972 года; капитан Андрианов Александр Гаврилович — выпускник 1974 года, посмертно награждён орденом Красного Знамени; майор Галимов Рафик Шайхиевич — выпускник 1979 года, посмертно награждён орденом Красного Знамени; лейтенант Савин Антон Викторович — выпускник 1981 года, посмертно награждён орденом Красной Звезды; капитан Ставила Алексей Иванович — выпускник 1978 года, посмертно награждён орденом Красного Знамени; старший лейтенант Карайман Игорь Нисторович — выпускник 1981 года, посмертно награждён орденом Красного Знамени.
В 1989 году за заслуги в деле подготовки офицеров-пограничников училище было награждено орденом «Красной Звезды» ВНР.

### Постсоветское время
8 мая 1992 года распоряжением Правительства Российской Федерации преобразовано в Высшее пограничное училище (г. Москва) и перепрофилируется для подготовки офицерских кадров по специальности «Правоведение» с присвоением квалификации «Юрист», со сроком обучения 5 лет. 25 мая 1992 года оно переименовано в Высшее пограничное ордена Октябрьской Революции Краснознаменное училище (г. Москва). В июне 1992 года из штата училища исключается специальный факультет. В 1993 году училище преобразовано в Московский военный институт пограничных войск Российской Федерации, а в 1996 году в Московский военный институт Федеральной пограничной службы Российской Федерации .
С 1 августа 1995 года в институте организована подготовка двух групп курсантов — девушек (квалификация — «Офицер службы пограничного контроля со знанием иностранного языка»).
Для улучшения подготовки научно — педагогических кадров в 1995 году была создана адъюнктура заочного обучения по специальности «Теоретические и прикладные проблемы охраны и защиты государственной границы и исключительной экономической зоны».
За мужество и героизм, проявленные при выполнении специальных заданий в 1993 году звание Героя Российской Федерации присвоено лейтенанту Мерзликину Андрею Викторовичу, окончившему училище в 1992 году. Звания Героя Российской федерации 9 августа 1996 года были удостоены ещё два выпускника училища. Это майор Шаврин Сергей Иванович, окончивший училище в 1987 году, и майор Ромашин Сергей Викторович — выпускник 1988 года. В 2004 году удостоены звания Героя Российской Федерации сразу два выпускника учебного заведения — подполковник Разумовский Дмитрий Александрович, выпускник 1990 года, погибший при освобождении заложников во время теракта в Беслане, и выпускник заочного отделения (2002 года) капитан Халиков Радим Абдулхаликович, погибший в столкновении с боевиками из отряда полевого командира Руслана Гелаева. В 2012 году звания Героя Российской Федерации удостоен выпускник 2000 года — майор Ашихмин Сергей Анатольевич, предотвративший ценой своей жизни теракт в Казани[прояснить].

## Образование
В институте осуществляется подготовка офицеров с высшим профессиональным образованием, а также военнослужащих по контракту со средним профессиональным образованием.

### Высшее образование[1]
Очная форма обучения. Специальность — «Пограничная деятельность». Квалификация — «Специалист по управлению пограничной деятельностью».
Специализации
- управление служебно-боевой деятельностью подразделений пограничных органов;
- пограничный контроль;
- оперативно-розыскная деятельность оперативных подразделений пограничных органов;

Распределение по специальностям — после окончания 3 курса обучения. На базе среднего (полного) общего образования. Срок обучения — 5 лет.

### Среднее профессиональное образование
Очная форма обучения. Специальность — «Пограничная деятельность» (по видам деятельности). Квалификация — «Специалист пограничной службы».
Принимаются: граждане, не проходившие военную службу, в возрасте от 16 до 22 лет включительно; граждане, прошедшие военную службу, и военнослужащие, проходящие военную службу по призыву или по контракту, до 24 лет включительно, с образованием не ниже среднего (полного) общего, прошедшие в установленном порядке медицинское освидетельствование, профессиональный психологический отбор, проверку уровня физической подготовленности, вступительные испытания, конкурсный отбор. Для подготовки к сдаче вступительных испытаний на потоки подготовки по очной и очно-заочной формам обучения для кандидатов, проходящих военную службу по призыву или контракту, в июне месяце текущего года функционируют подготовительные сборы продолжительностью до 30 дней.
Отбор и направление кандидатов в институт осуществляются органами Федеральной Службы Безопасности в соответствии с требованиями по отбору кандидатов на военную службу в органы безопасности.

## Начальники[2]
- полковник Бушман, Ян Янович (1932—1935)
- полковник Степанов, Григорий Алексеевич (1935—1938)
- Самохвалов, Александр Иванович (1938—1939)
- полковник Жебровский, Дмитрий Петрович (1939—1944)
- полковник Горяинов, Макар Фёдорович (1944—1946)
- генерал-майор Лукашев, Василий Васильевич (1946—1959)
- генерал-лейтенант Демшин, Илья Иванович (1959—1966)
- генерал-майор Алейников, Геннадий Ионович (1966—1977)
- генерал-майор Толкунов, Владимир Павлович (1977—1987)
- генерал-лейтенант Карпов, Иван Григорьевич (1987—1991)
- генерал-лейтенант Боганцев, Валентин Владимирович (1991—1994)
- генерал-майор Королев, Анатолий Дмитриевич (1994—2000)
- генерал-лейтенант Егоров, Виктор Павлович (2000—2003)
- генерал-лейтенант Симухин, Геннадий Семёнович (2003—2006)
- генерал-майор Лашко, Юрий Иванович (2006—2012)
- генерал-майор Козлов, Валерий Николаевич (2012—2022)
- генерал-майор Чепик, Михаил Васильевич (с 2023)

## Преподаватели
- Абакумов, Дмитрий Львович
- Греков, Михаил Андреевич

## Выпускники
- Арабей, Павел Григорьевич
- Ашихмин, Сергей Анатольевич
- Беляков, Николай Александрович
- Богданов, Александр Петрович
- Брайко, Пётр Евсеевич
- Валиев, Мансур Масгутович
- Войтенко, Виктор Петрович
- Гоманков, Иван Прокофьевич
- Дудкин, Виктор Евгеньевич
- Ермолин, Анатолий Александрович
- Зверковский, Леонид Васильевич
- Золочевский, Виталий Сергеевич
- Калиниченко, Илья Яковлевич
- Корсуворов, Александр Исаакович
- Куйвашев, Евгений Владимирович
- Кумов, Андрей Николаевич
- Мерзликин, Андрей Викторович
- Мишин, Евгений Трофимович
- Михайлов, Николай Матвеевич
- Разумовский, Дмитрий Александрович
- Разумовский, Максим Александрович
- Сабельников, Фёдор Сидорович
- Скипальский, Александр Александрович
- Солкин, Виктор Никонорович
- Тоцкий, Константин Васильевич
- Халиков, Радим Абдулхаликович
- Шаврин, Сергей Иванович
- Шмагрин, Михаил Трифонович